# Добрая (Черкасская область)
До́брая (укр. Добра) — село в Уманском районе Черкасской области Украины. Малая родина Героя Советского Союза (24 марта 1945 года) И. Л. Танцюры.
Население по переписи 2001 года составляло 1130 человек. Почтовый индекс — 20142. Телефонный код — 4748.

## Местный совет
20142, Черкасская обл., Маньковский р-н, с. Добрая